# زابوس
زابوس دوت كوم متجر أمريكي لبيع الأحذية والملابس بالتجزئة من خلال الإنترنت ومقره في لاس فيجاس، نيفادا، الولايات المتحدة. وقد تأسست الشركة في 1999 من قبل نيك سوينمورن وتم إطلاقها تحت اسم المجال شوزسايت توت كوم. في يوليو 2009، استحوذت أمازون على شركة زابوس في صفقة لجميع الأسهم بقيمة حوالي 1.2 مليار دولار في ذلك الوقت. اشترت أمازون جميع الأسهم والضمانات القائمة من زابوس مقابل 10 ملايين سهم من الأسهم العادية في امازون وقدمت 40 مليون دولار نقدًا ومخزونًا مقيدًا لموظفي زابوس.

## تاريخ الشركة

### نشأه
قرر نيك ان يدخل مجال العمل الإلكتروني ويفتتح متجراً لبيع كافة أنواع الاحذية وبكافة الالوان والموديلات على ان تكون هناك اضافات في المستقبل مثل بيع الملابس والعديد من السلع الاخري،

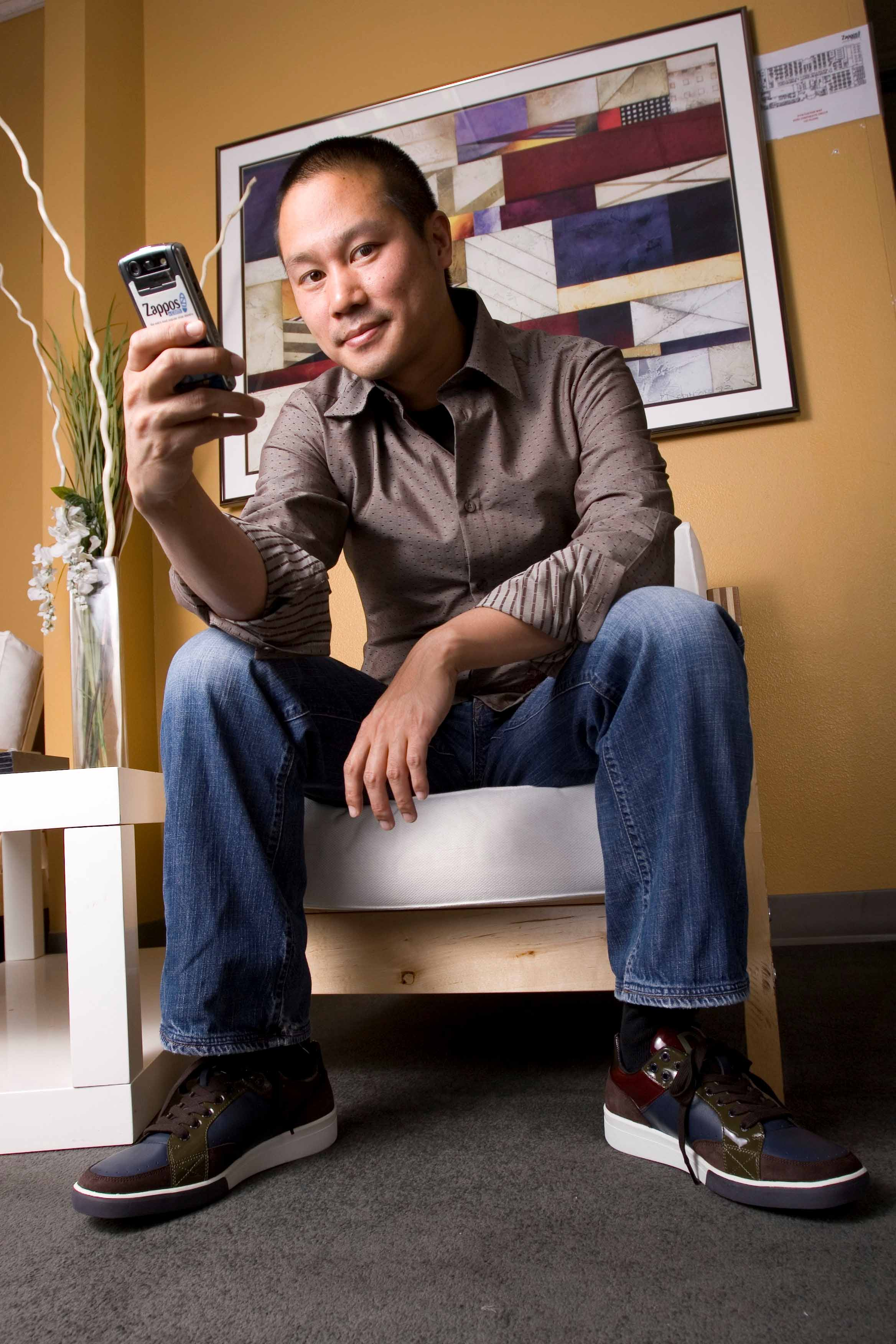
الرئيس التنفيذي لشركة زابوستوني هسيه

تأسست شركة زابوس في عام 1999 بواسطة نيك سوينمورن. أطلق سوينمورن الشركة مع توني هسيه وألفريد لين،  الذان استثمرا مليوني دولار من خلال شركتهم الاستثمارية فينشر فروجز. وقد تم اطلاق الشركة رسميًا من خلال الإنترنت في عام 1999 باسم «شوسايت دوت كوم».
في يوليو من عام 1999، تم تغيير اسم الشركة من شوسايت إلى زابوس بعد «زاباتوس», وهي كلمة أسبانية تعني «الأحذية». في عام 2000، استثمرت فينشر فروجز في الأعمال وانتقلت زابوس إلى مكاتبها. في عام 2001، انضم هسيه إلى مجلس الإدارة كرئيس تنفيذي مشارك مع نيك سوينمورن.

### نمو

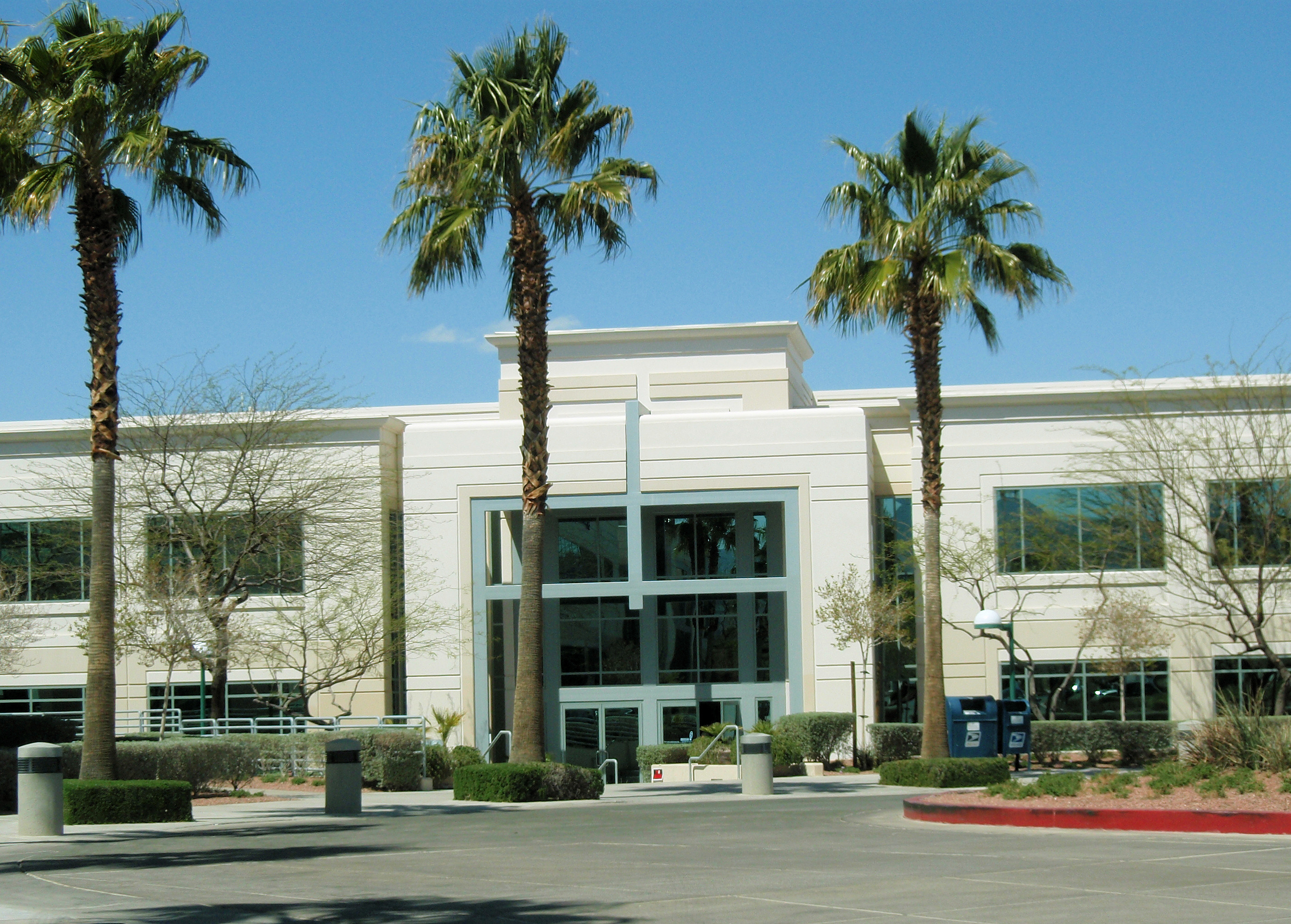
المقرالرئيسي السابق لـ زابوس دوت كوم في هندرسون

من 1999 إلى 2000 حصلت زابوس علي مليون دولار من إجمالي المبيعات. في عام 2001 جلبت زابوس 8.6 مليون دولار بزيادة كبيرة عن العام السابق. وفي عام 2004 وصلت زابوس الي إجمالي مبيعات 184 مليون دولار أمريكي وحصلت على استثمار بما يقدر ب 35 مليون دولار أمريكي من شركة سكويا كابيتالو  وفي نفس العام، تم نقل مقرهم الرئيسي من سان فرانسيسكو إلى هندرسون , نيفادا. وعلى مدى مدار السنوات الثلاث التالية، ضاعفت زابوس إيراداتها السنوية لتصل إلى 840 مليون دولار من إجمالي مبيعاتها. وفي عام 2007 , توسعت الشركة لتشمل حقائب اليد والنظارات والملابس والساعات وبضائع الأطفال. في عام 2008 وصلت مبيعات زابوس الي مليار دولار سنويًا. وفي العام التالي، ظهروا لأول مرة في المرتبة ال23 في قائمة فورتيونز كأفضل 100 شركة للعمل بها. في أوائل العقد الأول من القرن الواحد والعشرين قررت شركة زابوس الابتعاد عن نموذج أعمالها الأصلي حيث ان الشركة لا تديرأي مخزون. وذكر هسيه إلى أنه «على الرغم منانه من الصعب الابتعاد عن المبيعات في الوقت الذي لا يقدم فيه أحد لك المال، لم نتمكن من تمييز أنفسنا في أعين عملائنا إذا لم نكن سنتحكم في التجربة بأكملها. كان علينا التخلي عن المال السهل، وإدارة المخزون، ونخوض المغامرة». في عام 2015 اقرت مجلة فوربز أن شركة زابوس تحصل علي «عائدات تزيد عن ملياري دولار سنويًا».

### شركة أمازون الفرعية
في عام 2009، أعلنت شركة زابوس عن استحواذ أمازون عليها. ومن ضمن مجلس إدارة زابوس كان اثنان من الخمسة - هيسة والفريد لين أساسي بالحفاظ على ثقافة شركة زابوس، في حين أراد الثلاثة الآخرون تحقيق اعلي قدر من الأرباح في ظل اقتصاد متدهور. في البداية خطط كلا من هسيه ولين لشراء أعضاء مجلس إدارتهم، والتي قدرا تكلفتها ب 200 مليون دولار. في اثناء هذا تقدم المسؤولون التنفيذيون في أمازون لشركة زابوس باقتراح شراء الشركة بالكامل. وبعد ساعة من الاجتماع مع الرئيس التنفيذي لشركة أمازون جيف بيزوس، شعر هسيه أن أمازون ستسمح لشركة زابوس ان تستمر في العمل ككيان مستقل، وبدأت المفاوضات. في 22 يوليو 2009، أعلنت أمازون أنها ستشتري Zappos مقابل 940 مليون دولار في صفقة الأسهم والنقد. تم تعيين مالكي أسهم Zappos لتلقي ما يقرب من 10 ملايين سهم امازون دوت كوم، وسيحصل الموظفون على 40 مليون دولار نقدًا ووحدات أسهم مقيدة. تم إغلاق الصفقة في نهاية المطاف في نوفمبر 2009 مقابل 1.2 مليار دولار.
في 22 يونيو عام 2012 أعلنت شركة زابوس أنها ستسلم عمليات مخازنها في كنتاكي إلى أمازون وذلك في في 1 سبتمبر 2012. لا يزال المنفذ الموجود في مخازن كنتاكي مفتوحًا، ولكن تم تغيير الاسم إلى 6 مساءً اوت ليت.

### حادث القرصنة عام 2012
في 16 كانون الثاني، 2012 اعلنت زابوس أن أنظمة الكمبيوتر الخاصة بها قد تم اختراقها والمساومة علي المعلومات الشخصية ل 24 مليون عميل. وردا علي ذلك، فقد طلبت الشركة من كل عملائها تغيير كلمات المرور الخاصة بهم على الموقع، على الرغم من أنه أشار إلى أنه كان من المستبعد جدا أن كلمة المرور تم الحصول على معلومات بسبب التشفير. هذا الحادث أدى إلى اقامة دعوي خرق بيانات العملاء ضد زابوس دوت كوم، وكان ادعاء المدعين أن زابوس لم يكن لديها حماية كافية للمعلومات الشخصية الخاصة بهم. بعد أن تم رفض القضية في البداية قام المدعون بعمل استئناف وتم قبول القضية في محكمة الاستئناف نبنث سيركت. زابوس استانفت القرار إلى المحكمة العليا، ولكن هذا رفض في نهاية المطاف. اعتبارا من تموز / يوليو 2019 التقاضي لا يزال مستمرا.

### مقر الرئيسي الجديد

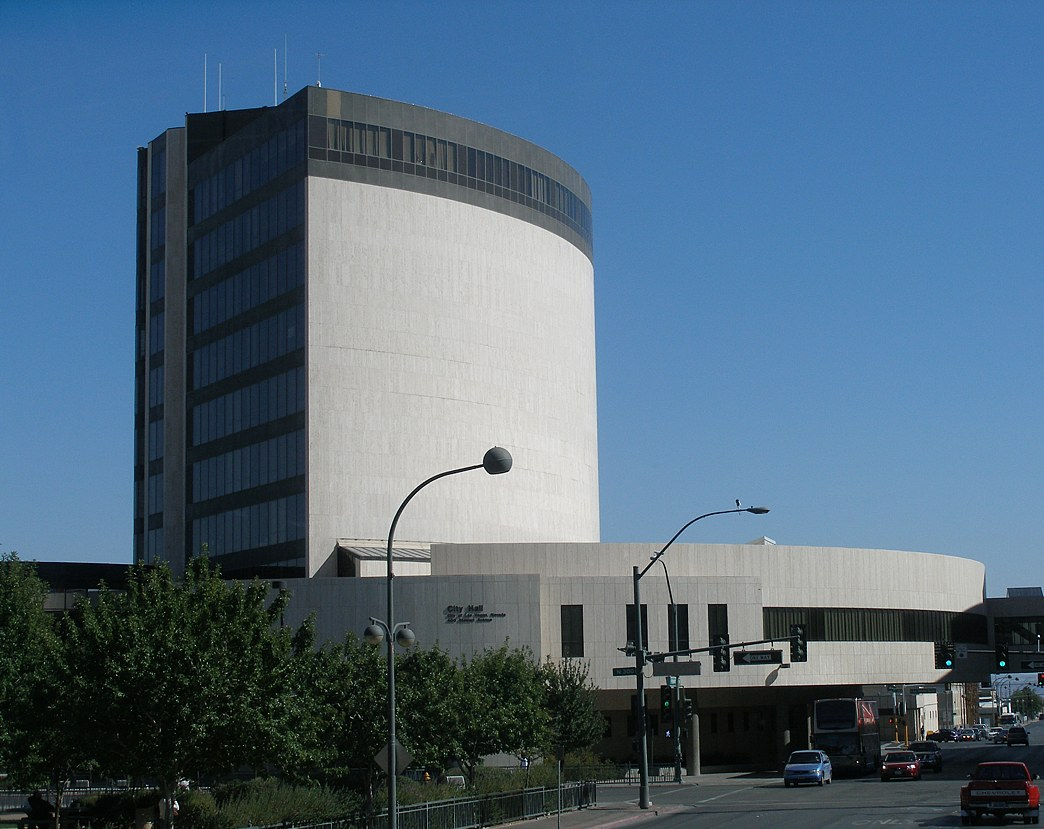
Old Las Vegas City Hall قبل التجديد ويصبح مقرًا جديدًا

في 9 سبتمبرعام 2013، نقلت شركة زابوس مقرها الرئيسي من هندرسون ، نيفادا إلى مبنى لاس فيجاس هول سيتي في وسط مدينة لاس فيغاس. صرح الرئيس التنفيذي توني هسيه في ذلك الوقت أنه يريد " أن يكون في منطقة يشعر فيها كل فرد وكأن يستطيع قضاء طوال الوقت وحيث لا يوجد تمييز بين العمل واللعب". وقد اشاد بهذه الخطوة عمدة لاس فيجاس أوسكار جودمان، وقال إن "هذه الخطوة ستجلب كتلة حرجة من الأشخاص المبدعين إلى قلب لاس فيجاس بالإضافة إلى إحداث تسديدة كبيرة في ذراع الاقتصاد والوظائف الجديدة.

### توني هسيه انسحب من منصب الرئيس التنفيذي
في 24 أغسطس من عام 2020، تقاعد توني هسيه من منصب الرئيس التنفيذي بعد 21 عامًا في هذا المنصب. تولى كوك قادر ديشباندي المنصب كالرئيس التنفيذي الجديد.

### وفاة توني هسيه
في 27 نوفمبر عام 2020، توفي توني هسيه بسبب استنشاق دخان حريق بمنزل.

## منتجات

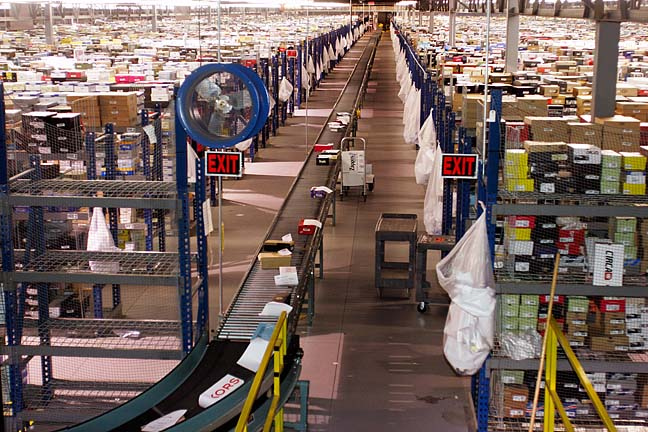
مركز زابوس فيوفيلمنت في كنتاكي

في عام 2010، شكلت مبيعات الأحذية حوالي 80 ٪ من أعمال زابوس. وفي عام 2007 وسعت زابوس مخزونها ليشمل الملابس وحقائب اليد والاكسسوارات، والتي شكلت حوالي 20 ٪ من من ايراداتها اسنوية.و صرح المسؤولون التنفيذيون في زابوس أنهم توقعوا أن تجلب الملابس والإكسسوارات ارباح إضافية بقيمة مليار دولار، حيث أن سوق الملابس يشكل أربعة أضعاف حجم سوق الأحذية.
تبيع الشركة أنواع عديدة من الأحذية المختلفة، بما في ذلك الأحذية النباتية. وفي عام 2004، بدأوا في إنتاج خطًا ثانيًا من الأحذية يسمى زابوس كاونتر.

## وسائل التواصل الاجتماعي
شجع الرئيس التنفيذي توني هسيه موظفيه على استخدام شبكات التواصل الاجتماعي وذلك بوضع وجه بشري على الشركة والتواصل مع العملاء، باتباع قيمتهم الاصلية رقم #6: «بناء علاقات مفتوحة وصادقة من التواصل». يحتفظ موظفو زابوس بحضور نشط في:
- تويتر : تدير زابوس موقع تويتر الصغير الخص بها وذلك لعدد 500 موظف مسجلين علي تويتر. من بينهم، كان توني هسيه من أكثر الأشخاص متابعة على تويتر ب 2.75 [60] مليون متابع.[61] يتم تشجيع الموظفين على استخدام حسابات تويتر الخاصة بهم للتواصل غير الرسمي بدلاً من الترويج أو الترويج، في محاولة لإضفاء الطابع الإنساني على الشركة، مثلما حدث عندما غرد Hsieh قبل الصعود على خشبة المسرح في مؤتمر تقني: الماء على الساق اليمنى لذا يبدو وكأنه يتلاشى الدنيم ".[62]
- موقع YouTube
- موقع التواصل الاجتماعي الفيسبوك
- ' انستجرام:' لدى زابوس ستة حسابات تم التحقق منها على انستجرام: حساب رئيسي وواحد للأطفال، وحساب خيري («فور جود»)، وحساب للتشغيل، وحساب عن ثقافة الشركة وحساب «ادابتيف» حول حقوق الإعاقة. في عام 2020، أعلنوا على حساب ادابتيف أنهم سيبيعون أحذية فردية بعد ضغوط شعبية من مجموعات نشطاء الإعاقة.[63]
- مدونات الشركات : تدير زابوس عدة مدونات [64] تغطي موضوعات متعلقة بأعمالها.

## برامج الشركات والرعاية
في عام 2008، أطلقت زابوس «زابوس انسايتس»، وهي خدمة اشتراك في الفيديو تستهدف مليون شركة في قائمة فورتيون التي تتطلع إلى تحسين اداء الشركة وخدمة العملاء. تتيح الخدمة للمشاركين طرح الأسئلة وتلقي الإجابات من موظفي زابوس.
تقدم زابوس انسايت أيضًا مخيما تدريبيًا لمدة ثلاثة أيام حيث يزور المشاركون المقر الرئيسي ويعقدون اجتماعات مع المديرين التنفيذيين في زابوس.
في عام 2007، استحوذت Zappos على 6 بي ام دوت كوم من أي لاج، انك. الموقع يبيع الاحذية والاكسسوارات.
ترعى زابوس "زابوس روك اند رول" لاس فيجاس ماراثون و ½ ماراثون "، والتي تجذب 28000 عداء كل عام. كما أنهم يرعون بطولات زابوس كرة السلة زابوس دبليو سي سي. خلال البطولة، يستضيف زابوس "كيدز داي"، الذي يلبس أطفال لاس فيغاس المحليين بزوج جديد من الأحذية وقميص حدث.

## روابط خارجية
- زابوس – الموقع الرسمي